# Nikita Belych

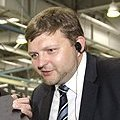
Nikita Belych

Nikita Joerjevitsj Belych (Russisch: Никита Юрьевич Белых) (Perm, 13 juni 1975) was leider van de Russische liberale oppositiepartij Unie van Rechtse Krachten.
Hij studeerde af aan de Staatsuniversiteit van Perm. In 1998 werd hij vicedirecteur van de Financieel-Industriële Groep van Perm. In 2001 werd Belych verkozen tot de wetgevende macht van oblast Perm, waar hij voorzitter werd van de commissie voor economisch beleid en belastingen.
In december 2003 was hij kandidaat bij de Russische parlementsverkiezingen van 2003 voor de Unie van Rechtse Krachten, maar de partij wist niet genoeg stemmen te halen om de 5%-drempel van de Staatsdoema te overschrijden. In maart 2004 werd hij benoemd tot vicegouverneur van oblast Perm.
Op 28 mei 2005 werd hij tijdens een ledenvergadering gekozen tot leider van de Unie van Rechtse Krachten, waarmee hij Boris Nemtsov opvolgde. Hij trad hierop af als vicegouverneur. Als partijleider zette hij de oppositie tegen het beleid van president Vladimir Poetin voort en bracht zijn partijd nader tot de liberale politieke partij Jabloko.
Door een overeenkomst tussen Belych en Grigori Javlinski in oktober 2005 vormden de Unie van Rechtse Krachten en Jabloko een coalitie, Jabloko-Verenigde Democraten, die bij de verkiezingen voor de Doema van Moskou op 4 december 2005 11% van de stemmen haalde en een van de 3 partijen (naast Verenigd Rusland en de CPRF) in de stadsdoema werd.
Belych is getrouwd en heeft een zoon. Zijn vrouw leidt een toeristisch bedrijf in Perm.